# Jac
Jac – wieś w Rumunii, w okręgu Sălaj, w gminie Creaca. W 2011 roku liczyła 731 mieszkańców.